# Berta Ambrož
Berta Ambrož (Kranj, Iugoslàvia, 29 d'octubre de 1944 - Ljubljana, Eslovènia, 1 de juliol de 2003) va ser una cantant iugoslava de música popular i la primera representant de Iugoslàvia en el Festival de la Cançó d'Eurovisió.
Anteriorment va ser mecanògrafa i es va dedicar, com a hobby, a cantar.
En 1965 va debutar amb la cançó «Luči Ljubljane» en el Festival Eslovè de la Cançó, que també va interpretar en el Festival de Opatija.
En 1966, va representar Iugoslàvia en el Festival de la Cançó d'Eurovisió 1966 amb la cançó «Brez besed», on va quedar en 7º lloc.